# Broken Freedom Song: Live from San Francisco
A Broken Freedom Song: Live from San Francisco című albumot 2002-ben vette fel élőben Kris Kristofferson, és az Oh Boy Records adta ki. A lemezt San Franciscóban vették fel a Gershwin Teather-ben. Hallhatóak a jól ismert Kirstofferson dalok és néhány kevésbé ismert, mint például a címadó dal is. Az album két témája a politika és a szerelem.

## Dalok
Minden dalt Kris Kristofferson írt, kivéve ahol jelezve van.
1. Shipwrecked in the Eighties – 4:12
2. Darby's Castle – 3:52
3. Broken Freedom Song – 4:23
4. Shandy (The Perfect Disguise) – 3:43
5. What About Me – 2:57
6. Here Comes That Rainbow Again – 2:44
7. Nobody Wins – 2:47
8. The Race – 2:05
9. The Captive – 3:15
10. The Circle (Layla Al-Attar-nak és Ios Olvidados-nak) – 6:20
11. Sky King – 2:45
12. Sandinista – 3:38
13. Moment of Forever (Kristofferson, Daniel Timms) – 2:44
14. Don't Let the Bastards Get You Down – 2:59
15. Road Warrior's Lament – 4:19

## Munkatársak
- Kris Kristofferson – ének, gitár, szájharmonika
- Stephen Bruton – mandolin, elektromos gitár, gitár
- Keith Carper – basszusgitár, ének